# ماريكا فان دير فال
ماريكا فان دير فال (بالهولندية: Marieke van der Wal) مواليد 7 نوفمبر 1979 في دلفت، هولندا، هي لاعبة كرة يد هولندية تلعب كحارس مرمى. مثلت منتخب هولندا لكرة اليد للسيدات. حققت المركز الثاني في بطولة العالم لكرة اليد للسيدات 2015.

## سجل المنافسة
شاركت في البطولات التالية:
- بطولة العالم لكرة اليد للسيدات 2011
- بطولة العالم لكرة اليد للسيدات 2013
- بطولة العالم لكرة اليد للسيدات 2015
- بطولة أوروبا لكرة اليد للسيدات 2010

## الميداليات
| الميدالية | المسابقة                            |
| --------- | ----------------------------------- |
| فضية      | بطولة العالم لكرة اليد للسيدات 2015 |

## روابط خارجية
- ماريكا فان دير فال على موقع الاتحاد الأوروبي لكرة اليد (الإنجليزية)